# Y Generation
Y Generation – czwarty album studyjny włoskiego zespołu muzycznego Corona. Został wydany 13 lipca 2010 roku i zawiera dwanaście utworów.

## Lista utworów
| Nr  | Tytuł                                | Długość |
| --- | ------------------------------------ | ------- |
| 1.  | Welcome                              | 03:38   |
| 2.  | Angel                                | 03:31   |
| 3.  | I Can't Wait                         | 04:08   |
| 4.  | Gimme Love                           | 03:27   |
| 5.  | Fly Away                             | 04:22   |
| 6.  | My Song (Lai Lai Lai)                | 03:01   |
| 7.  | Black Cindarella                     | 03:42   |
| 8.  | Saturday                             | 03:32   |
| 9.  | Beat And Shake                       | 03:52   |
| 10. | Beating                              | 03:12   |
| 11. | Angel (Emanuele Chiesa Extended Mix) | 07:04   |
| 12. | Angel (Libex Extended Mix)           | 05:00   |